# Reims-Gueux
Reims-Gueux egy versenypálya Franciaországban, Reimsben. 1950-ben, 1951-ben, 1953-ban, 1954-ben, 1956-ban, 1958-tól 1961-ig, 1963-ban és 1966-ban itt rendezték a Formula–1 francia nagydíját.

## Győztesek listája
| Év   | Dátum      | Versenyző          | Csapat        | Riport |
| ---- | ---------- | ------------------ | ------------- | ------ |
| 1966 | Július 3.  | Jack Brabham       | Brabham-Repco | Riport |
| 1963 | Június 30. | Jim Clark          | Lotus-Climax  | Riport |
| 1961 | Július 2.  | Giancarlo Baghetti | Ferrari       | Riport |
| 1960 | Július 3.  | Jack Brabham       | Cooper-Climax | Riport |
| 1959 | Július 5.  | Tony Brooks        | Ferrari       | Riport |
| 1958 | Július 6.  | Mike Hawthorn      | Ferrari       | Riport |
| 1956 | Július 1.  | Peter Collins      | Ferrari       | Riport |
| 1954 | Július 4.  | Juan Manuel Fangio | Mercedes      | Riport |
| 1953 | Július 5.  | Mike Hawthorn      | Ferrari       | Riport |
| 1951 | Július 1.  | Juan Manuel Fangio | Alfa Romeo    | Riport |
| 1950 | Július 2.  | Juan Manuel Fangio | Alfa Romeo    | Riport |

## Külső hivatkozások
- A pálya a StatsF1.com-on